# Scythrophanes apatelia
Scythrophanes apatelia är en fjärilsart som beskrevs av Turner 1905. Scythrophanes apatelia ingår i släktet Scythrophanes och familjen mott. Inga underarter finns listade i Catalogue of Life.